# Poemenesperus albomaculatus
Poemenesperus albomaculatus es una especie de escarabajo longicornio del género Poemenesperus, tribu Tragocephalini, subfamilia Lamiinae. Fue descrita científicamente por Breuning en 1934.
Se distribuye por Gabón. Mide aproximadamente 11 milímetros de longitud.